# Arctonyx

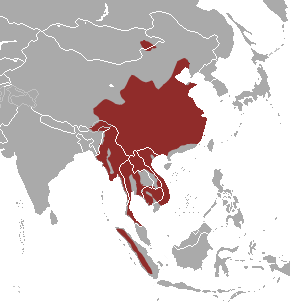
Areale dei tassi naso di porco.

I tassi naso di porco (Arctonyx F. Cuvier, 1825) sono un genere di carnivori della sottofamiglia dei tassi (Melinae) appartenente alla famiglia dei Mustelidi (Mustelidae). Ne esistono tre specie, originarie dell'Asia orientale e sud-orientale.

## Descrizione
In generale, i tassi naso di porco assomigliano ai tassi del genere Meles, cui appartiene anche il tasso europeo, ma differiscono per il muso stretto e allungato, che termina in un grugno glabro simile a quello di un maiale. I molari sono più piccoli e più distanziati, la fila superiore degli incisivi è più curva e la capsula ossea formata dall'osso temporale che circonda parti dell'orecchio medio e interno (bolla uditiva) è appiattita. Il colore della pelliccia sul dorso varia dal grigio-giallastro al nero, mentre il ventre è nero come le zampe. Presentano delle strisce nere che vanno dal naso al collo, passando per le orecchie, che spiccano su una faccia altrimenti biancastra; le orecchie, la gola (nera in Meles) e la coda sono anch'esse bianche. Un'altra differenza rispetto al tasso europeo risiede negli artigli ricurvi e molto allungati, che, al contrario di quelli del cugino europeo, sono bianchi. Questi animali presentano una lunghezza testa-corpo compresa tra 55 e 70 centimetri, una coda lunga 12-17 centimetri e un peso che varia tra 7 e 14 chilogrammi.
La formula dentaria è I 3/3, C 1/1, P 4/3, M 1/2 = 36.

## Distribuzione e habitat
I tassi naso di porco vivono nell'Asia orientale e sud-orientale: il loro areale si estende dalla Cina settentrionale e dall'India nord-orientale alla penisola malese e all'isola di Sumatra. Il loro habitat è costituito principalmente da foreste, sia foreste pluviali tropicali che foreste di montagna fino a un'altitudine di 3500 metri.

## Biologia

### Comportamento
I tassi naso di porco sono creature crepuscolari o notturne; trascorrono la giornata all'interno di cavità naturali o di tane che si costruiscono. Il loro comportamento è poco conosciuto, ma probabilmente conducono un'esistenza solitaria.

### Alimentazione
Questi animali sono onnivori e, in maniera simile ai maiali, frugano nel terreno con i loro grugni in cerca di qualcosa da mangiare. Consumano vermi, insetti, larve e roditori, oltre a radici, funghi e frutti.

### Riproduzione
L'accoppiamento avviene a maggio, ma a causa della diapausa embrionale la femmina non partorisce che a febbraio o marzo; il periodo di gestazione effettivo dovrebbe essere di circa sei settimane. La cucciolata è costituita da uno a cinque piccoli, che vengono svezzati all'età di quattro mesi e raggiungono il pieno sviluppo a otto mesi.

## Specie
Per molto tempo tutti i tassi naso di porco sono stati considerati come un'unica specie, Arctonyx collaris, ma dopo una revisione del genere pubblicata nel 2008 vengono oggi riconosciute tre specie:
- Arctonyx albogularis (Blyth, 1853) - tasso naso di porco settentrionale;
- Arctonyx collaris F. Cuvier, 1825 - tasso naso di porco;
- Arctonyx hoevenii (Hubrecht, 1891) - tasso naso di porco di Sumatra.

## Conservazione
Tra i nemici naturali dei tassi naso di porco figurano tigri, leopardi e altri grandi predatori. Per difendersi, cercano di spaventare gli aggressori drizzando i peli del dorso e spruzzando una secrezione maleodorante dalla ghiandola anale. Se necessario, si difendono anche con i loro lunghi artigli.
Tra le minacce di origine antropica vi sono la caccia e la perdita dell'habitat a causa della deforestazione. I tassi naso di porco non sono specie in via di estinzione.